# Schaatsen op de Olympische Winterspelen 1936
Schaatsen is een van de sporten die beoefend werden tijdens de Olympische Winterspelen 1936 in Garmisch-Partenkirchen, Nazi-Duitsland. De schaatswedstrijden werden gehouden op de Riessersee.

## Heren

### 500 m
| Rang   | Sporter(s)           | Land | Tijd   | Verschil |
| ------ | -------------------- | ---- | ------ | -------- |
| Goud   | Ivar Ballangrud      | NOR  | 43,4   | OR       |
| Zilver | Georg P,H, Krog      | NOR  | 43,5   | + 0,1    |
| Brons  | Leo Freisinger       | USA  | 44,0   | + 0,6    |
| 4      | Shozo Ishihara       | JPN  | 44,1   | + 0,7    |
| 5      | Del Lamb             | USA  | 44,2   | + 0,8    |
| 6      | Allan W, Potts       | USA  | 44,8   | + 1,4    |
| 6      | Karl Leban           | AUT  | 44,8   | + 1,4    |
| 8      | Jorma Ruissalo       | FIN  | 44,9   | + 1,5    |
| 8      | Antero Ojala         | FIN  | 44,9   | + 1,5    |
| 8      | Birger Wasenius      | FIN  | 44,9   | + 1,5    |
|        |                      |      |        |          |
| 14     | Dolph van der Scheer | NED  | 45,7   | + 2,3    |
| 24     | Lou Dijkstra         | NED  | 46,7   | + 3,3    |
| 24     | Jan Langedijk        | NED  | 46,7   | + 3,3    |
| 27     | Sjef Blaisse         | NED  | 46,9   | + 3,5    |
| 33     | James Graeffe        | BEL  | 54,6   | + 11,2   |
| 35     | Charles de Ligne     | BEL  | 1:44,6 | + 1:01,2 |

### 1500 m
| Rang   | Sporter(s)           | Land | Tijd   | Verschil |
| ------ | -------------------- | ---- | ------ | -------- |
| Goud   | Charles Mathiesen    | NOR  | 2:19,2 | OR       |
| Zilver | Ivar Ballangrud      | NOR  | 2:20,2 | + 1,0    |
| Brons  | Birger Wasenius      | FIN  | 2:20,9 | + 1,7    |
| 4      | Leo Freisinger       | USA  | 2:21,3 | + 2,1    |
| 5      | Max Stiepl           | AUT  | 2:21,6 | + 2,4    |
| 6      | Karl Wazulek         | AUT  | 2:22,2 | + 3,0    |
| 7      | Harry Haraldsen      | NOR  | 2:22,4 | + 3,2    |
| 8      | Hans Engnestangen    | NOR  | 2:23,0 | + 3,8    |
| 9      | Dolph van der Scheer | NED  | 2:23,2 | + 4,0    |
|        |                      |      |        |          |
| 14     | Jan Langedijk        | NED  | 2:24,6 | + 5,4    |
| 20     | Lou Dijkstra         | NED  | 2:27,2 | + 8,0    |
| 25     | Roelof Koops         | NED  | 2:30,0 | + 10,8   |
| 36     | James Graeffe        | BEL  | 3:00,5 | + 41,3   |
| 37     | Charles de Ligne     | BEL  | 3:21,9 | + 1:02,7 |

### 5000 m
| Rang   | Sporter(s)           | Land | Tijd    | Verschil |
| ------ | -------------------- | ---- | ------- | -------- |
| Goud   | Ivar Ballangrud      | NOR  | 8:19,6  | OR       |
| Zilver | Birger Wasenius      | FIN  | 8:23,3  | + 3,7    |
| Brons  | Antero Ojala         | FIN  | 8:30,1  | + 10,5   |
| 4      | Jan Langedijk        | NED  | 8:32,0  | + 12,4   |
| 5      | Max Stiepl           | AUT  | 8:35,0  | + 15,4   |
| 6      | Ossi Blomqvist       | FIN  | 8:36,6  | + 17,0   |
| 7      | Charles Mathiesen    | NOR  | 8:36,9  | + 17,3   |
| 8      | Karl Wazulek         | AUT  | 8:38,4  | + 18,8   |
|        |                      |      |         |          |
| 10     | Dolph van der Scheer | NED  | 8:43,3  | + 23,7   |
| 13     | Roelof Koops         | NED  | 8:48,5  | + 28,9   |
| 16     | Lou Dijkstra         | NED  | 8:51,5  | + 31,9   |
| 35     | James Graeffe        | BEL  | 10:52,6 | + 2:33,0 |
|        | Charles de Ligne     | BEL  | DNF     |          |

### 10.000 m
| Rang   | Sporter(s)           | Land | Tijd    | Verschil |
| ------ | -------------------- | ---- | ------- | -------- |
| Goud   | Ivar Ballangrud      | NOR  | 17:24,3 | OR       |
| Zilver | Birger Wasenius      | FIN  | 17:28,2 | + 3,9    |
| Brons  | Max Stiepl           | AUT  | 17:30,0 | + 5,7    |
| 4      | Charles Mathiesen    | NOR  | 17:41,2 | + 16,9   |
| 5      | Ossi Blomqvist       | FIN  | 17:42,4 | + 18,1   |
| 6      | Jan Langedijk        | NED  | 17:43,7 | + 19,4   |
| 7      | Antero Ojala         | FIN  | 17:46,6 | + 22,3   |
| 8      | Eddie Schroeder      | USA  | 17:52,0 | + 27,7   |
|        |                      |      |         |          |
| 16     | Dolph van der Scheer | NED  | 18:04,9 | + 40,6   |
| 17     | Roelof Koops         | NED  | 18:11,5 | + 47,2   |
| 20     | Lou Dijkstra         | NED  | 18:23,6 | + 59,3   |
| 28     | Charles de Ligne     | BEL  | 23:32,9 | + 6:08,6 |

## Medaillespiegel
| Plaats | Land             | NOC    | Goud | Zilver | Brons | Totaal |
| ------ | ---------------- | ------ | ---- | ------ | ----- | ------ |
| 1      | Noorwegen        | NOR    | 4    | 2      | 0     | 6      |
| 2      | Finland          | FIN    | 0    | 2      | 2     | 4      |
| 3      | Oostenrijk       | AUT    | 0    | 0      | 1     | 1      |
| 3      | Verenigde Staten | USA    | 0    | 0      | 1     | 1      |
| Totaal | Totaal           | Totaal | 4    | 4      | 4     | 12     |

Chamonix 1924 · 
St. Moritz 1928 · 
Lake Placid 1932 · 
Garmisch-Partenkirchen 1936 · 
St. Moritz 1948 · 
Oslo 1952 · 
Cortina d'Ampezzo 1956 · 
Squaw Valley 1960 · 
Innsbruck 1964 · 
Grenoble 1968 · 
Sapporo 1972 · 
Innsbruck 1976 · 
Lake Placid 1980 · 
Sarajevo 1984 · 
Calgary 1988 · 
Albertville 1992 · 
Lillehammer 1994 · 
Nagano 1998 · 
Salt Lake City 2002 · 
Turijn 2006 · 
Vancouver 2010 · 
Sotsji 2014 · 
Pyeongchang 2018 · 
Peking 2022 · 
Milaan 2026
Lijst van olympische medaillewinnaars
Alpineskiën · Bobsleeën · Kunstrijden · Langlaufen · Militaire patrouille (demonstratie) · Noordse combinatie · Schaatsen · Schansspringen · IJshockey · IJsstokschieten (demonstratie)